# Burg Regnéville

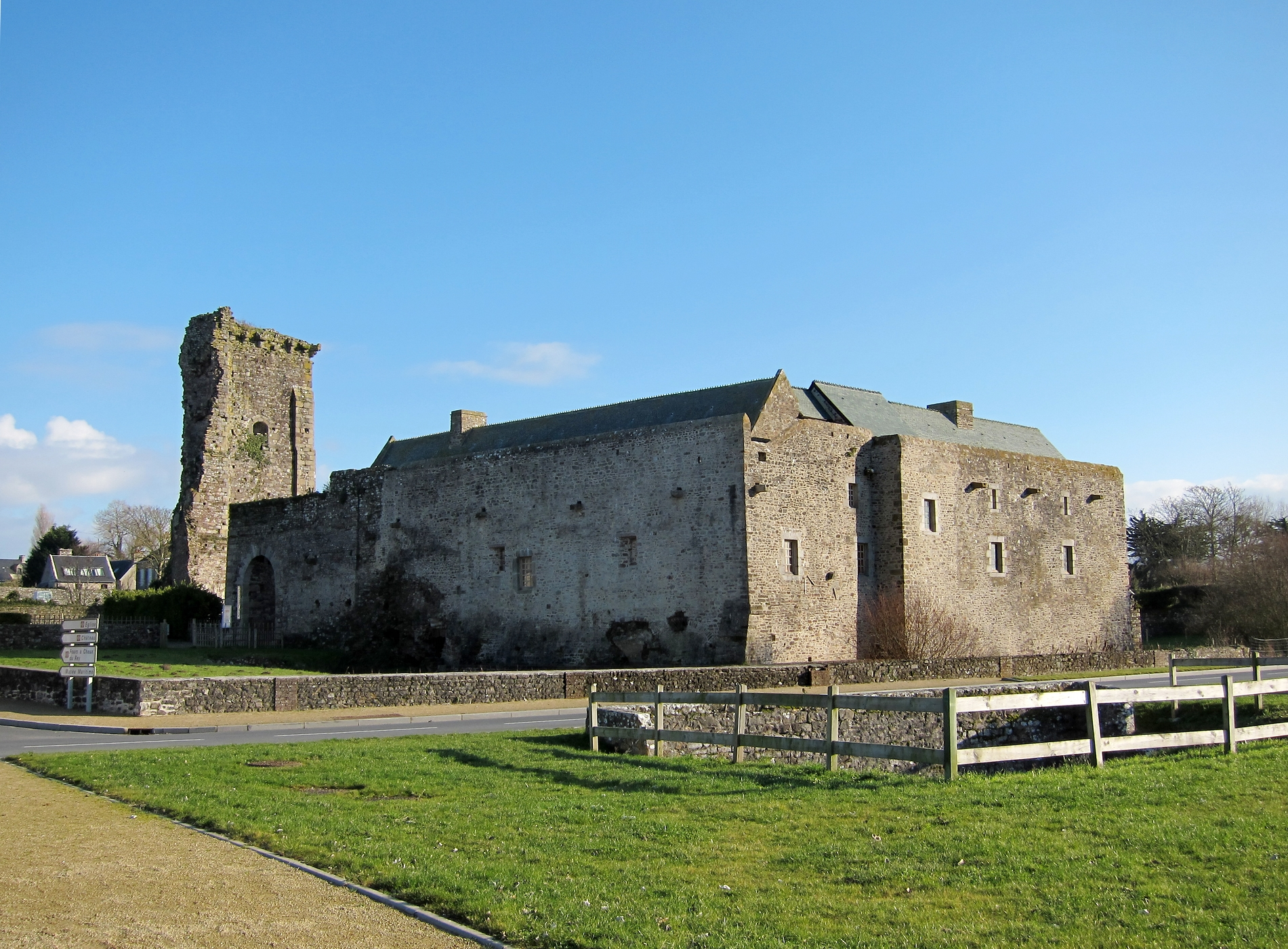
Die Burg Regnéville, Ansicht von Westen

Die Burg Regnéville ist die Ruine einer Niederungsburg aus dem 14. Jahrhundert in der Gemeinde Regnéville-sur-Mer im französischen Département Manche. Errichtet an der Mündung des Flusses Sienne, sollte sie vom Mittelalter bis zum 17. Jahrhundert den Trockenhafen von Regnéville-sur-Mer, einem der wichtigsten auf der Halbinsel Cotentin, schützen. Gegen Ende des Hundertjährigen Krieges zwischen England und Frankreich teilweise abgebrochen, wurde die Anlage während des 17. und 18. Jahrhunderts zum Teil wieder aufgebaut.
Heute ist die Ruine Eigentum des Départements. Durch archäologische Ausgrabungen und Restaurierungsarbeiten versucht man, die noch existierende Substanz der Burg zu erhalten.

## Geschichte
Die Besatzungen, welche die Burg Regnéville verteidigten, waren immer recht klein: durchschnittlich fünf oder sechs bewaffnete Männer und 15 Bogen- oder Armbrustschützen, die unter dem Kommando eines Hauptmanns (französisch: capitain) standen. Die zahlenmäßige Schwäche dieser Truppe lässt Rückschlüsse auf das Verteidigungssystem dieser Anlage zu: eine starke Verteidigung durch umlaufende Wehrgänge auf der Ringmauer.
Zwischen dem jeweiligen Landessouverän und den Festungskommandanten wurden Verträge geschlossen. Der Sold für die Besatzung wurde auf diese Weise durch den König von Navarra, den französischen oder den englischen König garantiert.

### Die Anfänge
Die Anlage, deren Vorgängerbauten aus dem 11. Jahrhundert stammen, wurde in der Mitte des 14. Jahrhunderts errichtet. Sie bestand unter anderem aus einer Kernburg im Osten, deren Fundamente während Ausgrabungen zwischen 1991 und 1993 freigelegt wurden. Der große Turm, von dem nur zwei seiner vier Seiten teilweise erhalten blieben, befand sich im Nordwesten der Kernburg. 
Im Westen gegenüber dem Hafen befand sich die Vorburg, ursprünglich der königliche Wohnsitz Karls des Bösen. Nach den Kämpfen im Hundertjährigen Krieg verblieb die damalige Burg in einem traurigen Zustand.

### Die Burg Karls des Bösen
Im Jahr 1336 gelangte das Lehen von Regnéville in die Hände des Hauses Navarra. 1349 übernahm Karl der Böse, König von Navarra, den normannischen Besitz seines Vaters Philipp III., Graf von Évreux. Wahrscheinlich wurde die heutige Anlage zu dieser Zeit errichtet. 1364 bestieg Karl V. den französischen Thron. Die Anhänger Karls des Bösen, die mit den Engländern verbündet waren, konnten die Normandie halten und sich dabei auf die zahlreichen befestigten Burgen in der Region stützen. Auch an Regnéville wurden die Befestigungsanlagen verstärkt.
Nachdem ein Versuch, den französischen König im März 1378 zu vergiften, fehlgeschlagen war, schickte Karl V. den Herzog von Burgund und Connétable Bertrand du Guesclin, um die Festungen Karls des Bösen in der Normandie zu belagern. So wurde Anfang Mai 1378 die Burg Regnéville von französischen Truppen erobert. Nach dem Tod Karls V. gab dessen Sohn Karl VI. diese Ländereien jedoch 1380 zurück. Im Jahr 1404 übergab Karl III. von Navarra, der Sohn Karls des Bösen, die Normandie an den König von Frankreich. Regnéville wurde aus dem Königreich Navarra ausgegliedert, um dem französischen Königreich angeschlossen zu werden.

### Englische Okkupation
Anfang des 15. Jahrhunderts wurden drei Stück Artillerie für die Verteidigung angeschafft. Es handelte sich dabei um kleine Kanonen, sogenannte couleuvrines, die Steinkugeln von vier Pfund Gewicht schleudern konnten. 
Im März 1418 eroberte der Herzog von Gloucester die Burg für den englischen König Heinrich VI. Die Besatzung in Regnéville bestand zu dieser Zeit aus ungefähr fünfzig Mann. Die englische Besetzung war sehr unpopulär, und in der Bevölkerung regte sich Widerstand gegen die Besetzung, der sich in Überfällen und Propaganda gegen die englischen Soldaten äußerte aber ziemlich unorganisiert war. 
Im Jahr 1435 war Hue Spencer Kommandant der Burg. Für den König von England war er Baillif von Cotentin und vereinte in Personalunion ein hohes Verwaltungsamt mit einem militärischen Kommando. Bis 1448 war Regnéville sein Wohnsitz.
Am 19. September 1449 eroberte die Armee des Herzogs der Bretagne, Arthur III., Connetable de Richemont genannt, die Befestigung für die Engländer durch Mithilfe von Bürgern aus Coutances und Landarbeitern von Regnéville. Der Angriff hinterließ die Burg mit schweren Schäden auf ihrer Seeseite, und in der zweiten Hälfte des 15. Jahrhunderts verlor die Anlage nach einem Brand allmählich an Bedeutung. 
1603 wurde Regnéville an Isaac de Piennes, Lord von Bricqueville, verkauft. Während der französischen Religionskriege beteiligte er sich von Regnéville aus an einer Verschwörung, die von der protestantischen Seite angezettelt wurde. Die Verschwörer hatten vor, die Normandie den Engländern 1628 als Ablenkung von der Belagerung von La Rochelle anzubieten.

### Zerstörung
Im Jahre 1626 befahl der Minister des Königs Ludwig XIII., Armand-Jean du Plessis, duc de Richelieu, sämtliche Befestigungen von Städten und Burgen, die nicht an Frankreichs Grenzen lagen oder für das Königreich als wichtig erachtet wurden, zu zerstören. Die Burg Regnéville wurde ohne Zweifel als ungefährlich erachtet, denn es dauerte noch elf Jahre, ehe sie entwehrt wurde. Nachdem sie 1630 bereits durch einen Sturm schwer beschädigt worden war, wurden ihre Wehrelemente 1637 endgültig zerstört. Der mit Pulver gefüllte Donjon brach auseinander und spaltete sich entlang der Wendeltreppe von oben bis unten in zwei Teile. Die übrigen Burggebäude wurden anschließend als Wohnsitz und Bauernhof genutzt.

### Wiederaufbau
Roulland de Gourfaleur begann bereits 1582 mit Arbeiten, um die Vorburg wieder aufzubauen. Unter anderem ließ er die Burggräben wieder funktionstüchtig machen. Daneben wurde die hofseitige Fassade des Nordflügels in der Vorburg derart erneuert, dass zwei Türen im ersten Geschoss auf den Innenhof führen. Dahinter liegt eine Galerie, die über eine Außentreppe erreicht werden kann.
Ebenso wichtige Rekonstruktionen folgten der Zerstörung von 1637. Mitte des 19. Jahrhunderts richtete Sieger Bunel eine mechanische Sägemühle für Marmor in der Vorburg ein.
Die Burgruine wurde 1989 durch den Conseil Général de la Manche erworben und durch das französische Kultusministerium 1991 als Monument historique unter Denkmalschutz gestellt. 1994 begonnene Wiederaufbauarbeiten sollen die Anlage in ihrem Zustand vom Ende des 16. Jahrhunderts wiederherstellen.

## Beschreibung

### Das Seetor

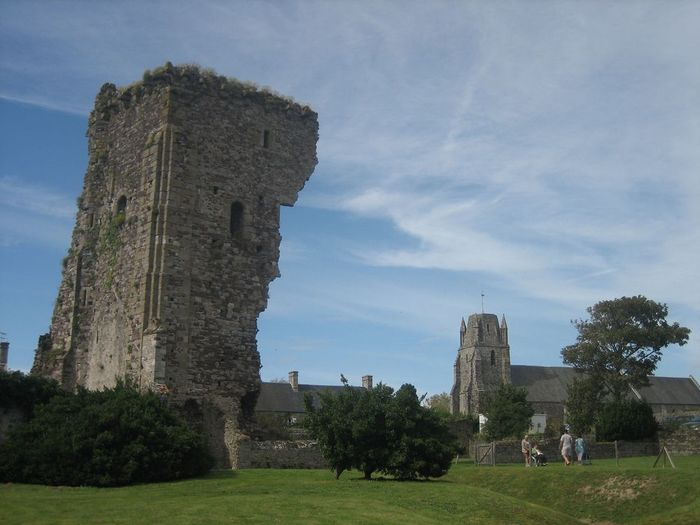
Die Reste des Donjons

Das Seetor (französisch: Porte de Mer) der Burg bot früher Zugang zum alten Hafen von Regnéville. Es wurde im 14. Jahrhundert vom damaligen Lehnsnehmer Robert I. de La Porte, Bischof von Avranches und Kanzler des Königs von Navarra, errichtet.
Zum Tor, das in seiner Geschichte mehrmals verändert wurde, führten Zugbrücken. Ein kleines wehrhaftes Torhaus (französisch: châtelet) mit einem steinernen Erdgeschoss bildete den ersten befestigten Zugang zur Brücke. Einige Reste vom Mauerwerksunterbau dieses Tors sind noch erhalten. Die erste Zugbrücke, die zu dem Tor führte, war möglicherweise zweizügig, mit einer Passage für Fußgänger und einer zweiten für Reiter und Karren.

### Donjon
Der Donjon, der Hauptturm der Burganlage, wurde im Verlauf der Jahre zum Symbol der Stadt Regnéville, und seine Reste beherrschen das Bild der Ruine. Trotz einer für das 14. Jahrhundert veralteten Architektur scheint der Hauptturm solide aufgebaut worden zu sein. Er besitzt einen rechteckigen Grundriss und hat Eckquaderungen, die typisch sind für romanische Wohntürme. Der etwa 20 Meter hohe Turm, dessen Mauern mehr als drei Meter dick sind, erhebt sich in der nordwestlichen Ecke der Kernburg. Seine vier Geschosse, von denen drei überwölbt sind, sind durch eine Treppe verbunden, die im 16. Jahrhundert erneuert wurde und noch heute erhalten ist. Im Erdgeschoss diente ein Keller zur Aufbewahrung von Vorräten.
Von den Erkern an der westlichen und südlichen Seite des Donjons, die im 16. Jahrhundert unter Roulland de Gourfaleur angebaut wurden, sind noch heute zwei mächtige Granitträger zu erkennen.